# Roberta González
Roberta González (París, 1909 - Arcueil, Illa de França, 1976), va ser una pintora francesa.

## Biografia
Roberta González va néixer a París el 1909, filla de Jeanne Berton i de l'escultor català Juli González Pellicer. El 1912 els seus pares es van separar i Roberta es va quedar amb el seu pare. Al llarg de la vida va desenvolupar una sensibilitat especial per entendre l'art, que es va veure influïda per les grans figures de la pintura contemporània.

### Primeres passes com a artista
Roberta González va néixer en el si d'una família catalana establerta a París amb una llarga tradició artística. Dins d'aquest ambient, envoltada d'artistes com Picasso, Torres-García i Brâncuși, va començar a desenvolupar les seves capacitats seguint l'estil pel qual es guiava el seu pare. Va completar la seva formació a l'Acadèmia Colarossi, a París, on va començar a desplegar un estil propi de caràcter naturalista que es va transformar al llarg de la seva vida per la influència d'altres artistes i la seva pròpia evolució personal.

### La seva carrera
Al taller del pare va conèixer Hans Hartung, impulsor de l'abstracció a Europa, que va exercir una gran influència en la forma i contingut de l'obra de Roberta González i es convertiria després en el seu marit.
El seu treball va discórrer entre els pols aparentment antitétics que representaven el seu pare i el seu marit. Entre la referència necessària a la naturalesa i les possibilitats expressives de l'abstracció va sintetitzar un llenguatge plàstic ric en recursos, molt suggeridor, fortament experimental i profundament personal, en composicions figuratives de traç cal·ligràfic dins un espai pictòric d'un gran dinamisme expressiu. Després de la separació del seu marit en la dècada dels 50, va començar per a Roberta González l'època de major difusió de la seva obra en l'àmbit internacional, en què era reclamada per galeries a Nova York i Tel-Aviv, fins a la seva inclusió el 1964 en la Post-Painterly Abstraction, comisariada per Clement Greenberg per al County Museum Art de Los Angeles.

### Promoció de l'obra del seu pare
Com a filla de Juli González va preservar i va difondre el llegat del seu pare. Va assumir la responsabilitat de custòdia de les seves obres i no es va limitar només a això, sinó que va lluitar perquè fossin mundialment reconegudes. Aquesta obligació extra autoimposada no va perjudicar la seva producció artística i el seu creixement en el món de l'art. Amb la finalitat que reconeguessin la figura paterna va donar un gran nombre d'obres que custodiava a museus de París, Barcelona i Madrid. La major part de l'obra de Juli González es conserva a l'Institut Valencià d'Art Modern.
Es va enfrontar a un món que s'oposava a reconèixer la seva vàlua com a artista, com va expressar l'historiador Tomás Llorens durant l'exposició dedicada a l'obra de Roberta González, l'any 2012 a l'Institut Valencià d'Art Modern, en què es reuniren «al voltant de 80 obres, des dels primers dibuixos en què apreciem les ensenyances paternes fins als últims quadros en què brilla la seua plena autonomia plàstica». Era la primera mostra que un museu dedicava a l'obra d'aquesta autora, víctima del que el mateix Tomàs Llorens qualificava «d'error i injustícia històrics, que han mantingut pràcticament oculta des de mitjan segle passat la singular personalitat artística d'aquesta pintora». Llorens afirmà: «Roberta no va tenir la crítica de cara, era coneguda per promocionar l'obra de Juli González, en lloc de per una producció pròpia que havia començat a generar en els anys 20 al taller patern; donava els primers indicis d'una sensibilitat diferenciada en els anys 30, i que va quallar al final dels 40, després de la mort del seu pare, que va ser quan va trobar el seu propi món artístic, En aquestes condicions tan difícils es desenvolupa la seva pròpia pintura, una obra de sensibilitat i riquesa extraordinàries»”.

## Obra
La seva obra va acusar diferents canvis al llarg del temps, perquè una de les característiques d'aquesta artista és la seva capacitat d'adaptació als diferents corrents que van a anar sorgint amb el córrer del segle XX al món occidental. En primer lloc, cal destacar el caràcter naturalista de les seves primeres obres, sent així per la influència de l'obra del seu pare. Posteriorment, durant la dècada dels trenta i els quaranta, Roberta començarà a experimentar amb nous estils, en especial en l'estil informalista que conegué per mitjà del seu marit, que durant el període en el qual van estar junts va tenir un paper fonamental en la superació de la influència naturalista del seu pare.

Roberta, a més, va remuntar la influència del seu marit i va crear una obra amb estil propi, centrada en la figura femenina.
| «                   | «El gran canvi es produeix al voltant de 1950. Dues taules negres a l'oli, a manera de pissarres, sobre les quals bosqueja amb línies blanques el seu autoretrat en l'estudi, marquen una etapa en què s'obrirà al diàleg amb creadors i tendències coetànies, sempre des d'una mirada pròpia que aglutina l'espectre parisenc, de l'informalisme al surrealisme: des dels rostres enguixats i esgarrapats dels ostatges de Jean Fautrier al laconisme dels quadres grisos de Giacometti i els traços de l'abstracció lírica, que ella converteix en les seves composicions en grans franges verticals de color sobre les quals esquematitza les seves figures femenines. L'experimentació és màxima en aquest període, provant la seva independència amb múltiples tècniques mixtes, aiguades i esgrafiats, collages, plomes, acrílics i pastissos sobre suports variats, papers amb reixeta, fusta, llenç i guix. On sempre s'imposa la depuració en el concepte i en la seva expressió.» | » |
| — Rocío de la Villa | |   |

## Exposicions
Exposicions Individuals
- Galeria Jeanne Bucher, París, 1948
- Galeria Colette Allendy, París, 1951
- Galeria Peggy de Salles, Estats Units, 1954
- Galeria Nina Dausset, París, 1954
- Galeria Kunst Kabinet, Frankfurt, 1954
- Galeria Llibreria Mary, París, 1955
- Galeria Club Urbis, Madrid, 1960
- Galeria de France, “Els tres González” 1965

Exposicions col·lectives
- Galeria Castelucho, París, 1933
- “Els espanyols de París”, Praga 1945, Oren 1946
- Galeria de Beaux-Arts, Premi Hallmark, 1949
- Biennal de Torí, 1949
- Premi de la Crítica, París, 1951
- Exposició Premi de la Crítica, Tòquio, 1955